# Cox's Bazar
Cox's Bazar (také Panowa nebo Palonki) je přístavní město v jihovýchodním Bangladéši. Město žije převážně z turistického ruchu: v jeho blízkosti se rozkládá jedna z nejdelších písečných pláží na světě, měřící 125 km. Nachází se zde letiště a autobusové nádraží. Město bylo založeno koncem 18. století uprchlíky z Arakanského státu a je pojmenováno podle britského diplomata Hirama Coxe. V září 2012 zde došlo k násilným srážkám mezi muslimy a buddhisty.